# Laurac-en-Vivarais
Laurac-en-Vivarais ist eine französische Gemeinde mit 1045 Einwohnern (Stand 1. Januar 2022) im Département Ardèche in der Region Auvergne-Rhône-Alpes. 

## Geografie
Laurac-en-Vivarais liegt am rechten Ufer der Ardèche, etwa vier Kilometer von Ruoms entfernt. Die Gemeinde ist Teil des Regionalen Naturparks Monts d’Ardèche.

## Bevölkerungsentwicklung
| Jahr                       | 1962 | 1968 | 1975 | 1982 | 1990 | 1999 | 2007 | 2018 |
| -------------------------- | ---- | ---- | ---- | ---- | ---- | ---- | ---- | ---- |
| Einwohner                  | 660  | 802  | 763  | 797  | 789  | 784  | 888  | 1007 |
| Quellen: Cassini und INSEE |      |      |      |      |      |      |      |      |